# Play In Challenger Lille
Il Play In Challenger Lille  è un torneo di tennis maschile, facente parte del circuito Challenger. Si gioca sui campi in cemento indoor del Tennis Club Lillois Lille Métropole di Lilla, in Francia, dal 2018. L'edizione del 2020 è stata cancellata a causa della pandemia di COVID-19.

## Albo d'oro

### Singolare
| Anno | Campione                              | Finalista                             | Punteggio                             |
| ---- | ------------------------------------- | ------------------------------------- | ------------------------------------- |
| 2025 | Arthur Bouquier                       | Lucas Pouille                         | 6–3, 3–5 rit.                         |
| 2024 | Arthur Rinderknech                    | Joris De Loore                        | 6–4, 3–6, 7–6(8)                      |
| 2023 | Otto Virtanen                         | Max Purcell                           | 6(3)–7, 6–4, 6–2                      |
| 2022 | Quentin Halys                         | Ričardas Berankis                     | 4–6, 7–6(4), 6–4                      |
| 2021 | Zizou Bergs                           | Grégoire Barrère                      | 4–6, 6–1, 7–6(5)                      |
| 2020 | Annullato per pandemia di Coronavirus | Annullato per pandemia di Coronavirus | Annullato per pandemia di Coronavirus |
| 2019 | Grégoire Barrère (2)                  | Yannick Maden                         | 6–2, 4–6, 6–4                         |
| 2018 | Grégoire Barrère (1)                  | Tobias Kamke                          | 6–1, 6–4                              |

### Doppio
| Anno | Campioni                                | Finalisti                                  | Punteggio                             |
| ---- | --------------------------------------- | ------------------------------------------ | ------------------------------------- |
| 2025 | Jakub Paul David Pel                    | Karol Drzewiecki Piotr Matuszewski         | 6–3, 6–4                              |
| 2024 | Christian Harrison Marcus Willis        | Titouan Droguet Giovanni Mpetshi Perricard | 7–6(6), 6–3                           |
| 2023 | Max Purcell Jason Taylor                | Dustin Brown Aisam-ul-Haq Qureshi          | 7–6(3), 6–4                           |
| 2022 | Viktor Durasovic Patrik Niklas-Salminen | Jonathan Eysseric Quentin Halys            | 7–5, 7–6(1)                           |
| 2021 | Benjamin Bonzi Antoine Hoang            | Dan Added Michael Geerts                   | 6–3, 6–1                              |
| 2020 | Annullato per pandemia di Coronavirus   | Annullato per pandemia di Coronavirus      | Annullato per pandemia di Coronavirus |
| 2019 | Romain Arneodo Hugo Nys (2)             | Jonathan Erlich Fabrice Martin             | 7–5, 5–7, [10–8]                      |
| 2018 | Hugo Nys (1) Tim Pütz                   | Jeevan Nedunchezhiyan Purav Raja           | 7–6(3), 1–6, [10–7]                   |